# Liste de peintures de Paul Cézanne
Cette liste de peintures de Paul Cézanne reste non exhaustive.
La carrière artistique de Paul Cézanne a duré plus de 45 ans, depuis 1860 jusqu’à 1906. Un artiste prolifique, il a produit plus de 900 tableaux et 400 aquarelles, y compris de nombreuses œuvres inachevées. Cette liste est une sélection d'œuvres de Cézanne, les plus connues, ou comprend celles pour lesquelles une image est disponible.
Vu le nombre d’œuvres, la liste a été divisée en plusieurs parties :
- Paysages
- Portraits
- Natures mortes
- Scènes de genre

## Période noire
| Image | Titre                                                                        | Date      | Support                                         | Lieu d’exposition                     | Ville             | Pays        | Référence                   |
| ----- | ---------------------------------------------------------------------------- | --------- | ----------------------------------------------- | ------------------------------------- | ----------------- | ----------- | --------------------------- |
|       | Paysage avec moulin                                                          | 1860      | 26 × 33 cm huile sur toile                      | Collection privée                     |                   |             | Artnet                      |
|       | Paysage de la campagne d'Aix à la tour de César                              | 1862      | 19 × 30 cm Huile sur papier marouflé sur toile  | Musée Granet                          | Aix en Provence   | France      | Musée                       |
|       | Le Jugement de Pâris                                                         | 1862–1864 | 15 × 21 cm huile sur toile                      | Collection privée                     |                   |             | Cezanne catalogue           |
|       | Le Pain et les Œufs                                                          | 1865      | 59 × 76 cm huile sur toile                      | Cincinnati Art Museum                 | Cincinnati        | États-Unis  | Musée                       |
|       | Coin de rivière                                                              | 1865      | 33 × 41 cm huile sur toile                      | Fondation Barnes                      | Philadelphie      | États-Unis  | Musée                       |
|       | Le Père du peintre, Louis-Auguste Cézanne                                    | 1865      | 167 × 114 cm huile sur plâtre montée sur toile  | National Gallery                      | Londres           | Royaume Uni | Musée                       |
|       | Le Poêle de l'atelier                                                        | 1865      | 42 × 30 cm                                      | National Gallery                      | Londres           | Royaume Uni | Musée                       |
|       | Sucrier, poires et tasse bleue                                               | 1865–1866 | 30 × 41 cm                                      | Musée Granet                          | Aix en Provence   | France      | Musée d'Orsay               |
|       | Le Père du peintre, lisant « L'Événement »                                   | 1866      | 199 × 119 cm                                    | National Gallery of Art,              | Washington, D.C.  | États-Unis  | Musée attribué à Cezanne    |
|       | Antoine Dominique Sauveur Aubert (né en 1817), oncle de l'artiste            | 1866      | 80 × 64 cm                                      | Metropolitan Museum of Art            | New York          | États-Unis  | Musée                       |
|       | Antoine Dominique Sauveur Aubert (né en 1817), l'oncle de l'artiste en moine | 1866–1867 | 65 × 54 cm                                      | Metropolitan Museum of Art            | New York          | États-Unis  | Musée                       |
|       | Tête de vieillard (Le Père Rouvel à Bennecourt) inachevé                     | 1866      | 51 × 48 cm                                      | Musée d'Orsay                         | Paris             | France      | Musée                       |
|       | Portrait de Dominique Aubert                                                 | 1866      | 82 × 66 cm                                      | Musée Oskar Reinhart « Am Römerholz » | Winterthour       | Suisse      | Musée                       |
|       | Portrait d'Antony Valabrègue                                                 | 1866      | 116 x 98 cm                                     | National Gallery of Art               | Washington, D.C.  | États-Unis  | Musée attribué à Cézanne    |
|       | Marion et Valabrègue partant pour le motif                                   | 1866      | 39 x 31 cm                                      | Musée Soumaya                         | Mexico            | Mexique     | Google Arts                 |
|       | Femme au miroir                                                              | 1866–1867 | 17 x 22 cm                                      | Musée Granet                          | Aix en Provence   | France      | Musée d'Orsay               |
|       | L'Avocat (l'Oncle Dominique)                                                 | 1866–1867 | 62 x 52 cm                                      | Musée d'Orsay                         | Paris             | France      | Musée                       |
|       | Le Noir Scipion                                                              | 1867      | 107 × 83 cm                                     | Musée d'art de São Paulo              | São Paulo         | Brésil      | Musée                       |
|       | L'Enlèvement                                                                 | 1867      | 90,5 × 117 cm                                   | Fitzwilliam Museum                    | Cambridge         | Royaume Uni | Musée                       |
|       | La Tranchée                                                                  | 1867–1868 | 19 x 33 cm Huile sur papier marouflée sur toile | Fondation Barnes                      | Philadelphie      | États-Unis  | Musée                       |
|       | Achille Emperaire                                                            | 1867–1868 | 200 × 120 cm                                    | Musée d'Orsay                         | Paris             | France      | Musée                       |
|       | La Tentation de saint Antoine                                                | 1867–1869 | 52 × 73 cm                                      | Collection Emil G. Bührle             | Zurich            | Suisse      | Musée                       |
|       | L'Orgie                                                                      | 1867–1870 | 130 × 81 cm                                     | Collection privée                     |                   |             | [réf. nécessaire]           |
|       | Préparation pour les funérailles (L'Autopsie)                                | 1867–1869 | 49 × 80 cm                                      | Collection privée                     |                   |             | [réf. nécessaire]           |
|       | Jeune Fille au piano (L'Ouverture de Tannhauser)                             | 1868      | 57 × 92 cm                                      | Musée de l'Ermitage                   | Saint-Pétersbourg | Russie      | Musée                       |
|       | Christ aux Limbes                                                            | 1869      | 170 × 97 cm                                     | Musée d'Orsay                         | Paris             | France      | Musée                       |
|       | La Madeleine                                                                 | 1869      | 165 × 124 cm                                    | Musée d'Orsay                         | Paris             | France      | Musée                       |
|       | La Pendule noire                                                             | 1869–1871 | 54 × 73 cm                                      | Collection privée                     |                   |             | [réf. nécessaire]           |
|       | Paul Alexis lisant à Émile Zola                                              | 1869–1870 | 130 × 160 cm                                    | Musée d'art de São Paulo              | São Paulo         | Brésil      | Musée                       |
|       | Une lecture de Paul Alexis chez Zola                                         | 1869–1870 | 52 × 56 cm                                      | Collection privée                     |                   |             | Catalogue raisonné FWN 601  |
|       | Portrait d'Antony Valabrègue                                                 | 1866–1870 | 60 × 50 cm                                      | J. Paul Getty Museum                  | Los Angeles       | États-Unis  | Musée                       |
|       | La Tranchée du chemin de fer                                                 | 1870      | 80 × 129 cm                                     | Neue Pinakothek                       | Munich            | Allemagne   | Musée                       |
|       | Pastorale                                                                    | 1870      | 65 × 81 cm                                      | Musée d'Orsay                         | Paris             | France      | Musée                       |
|       | Baigneuses                                                                   | 1870      | 33 × 40 cm                                      | Collection privée                     |                   |             | Catalogue raisonné, FWN 903 |
|       | L'Homme au chapeau de paille (Portrait de Boyer)                             | 1870–1871 | 55 × 39 cm huile sur papier marouflée sur toile | Metropolitan Museum of Art            | New York          | États-Unis  | Musée                       |
|       | La Neige fondue à l'Estaque                                                  | 1870      | 73 × 92 cm                                      | Collection privée                     |                   |             | Catalogue raisonné FWN 53   |

## Période impressionniste
| Image            | Titre                                   | Date      | Dimensions                 | Lieu d’exposition                | Ville             | Pays        | Référence                   |
| ---------------- | --------------------------------------- | --------- | -------------------------- | -------------------------------- | ----------------- | ----------- | --------------------------- |
|                  | La Maison du Pendu, Auvers-sur-Oise     | 1872–1873 | 55 × 66 cm                 | Musée d'Orsay                    | Paris             | France      | Musée                       |
|                  | La Maison du docteur Gachet à Auvers    | 1872–1873 | 41 × 27 cm                 | Musée d'Orsay                    | Paris             | France      | Musée                       |
|                  | Bouquet au petit Delft                  | 1873      | 74 × 93 cm                 | Musée d'Orsay                    | Paris             | France      | Musée                       |
|                  | Vue d'Auvers                            | 1873      | 65 × 80 cm                 | Art Institute of Chicago         | Chicago           | États-Unis  | Musée                       |
|                  | Une moderne Olympia                     | 1873–1874 | 46 × 55 cm                 | Musée d'Orsay                    | Paris             | France      | Musée                       |
|                  | Le Buffet                               | 1873–1877 | 65 × 81 cm                 | Musée des Beaux-Arts de Budapest | Budapest          | Hongrie     | Musée                       |
|                  | Autoportrait à la casquette             | 1873–75   | 55 × 38 cm                 | Musée de l'Ermitage              | Saint-Pétersbourg | Russie      | Musée                       |
|                  | Nature morte au pot de grès             | 1874      | 60 × 73 cm                 | Musée Angladon                   | Avignon           | France      | Musée                       |
|                  | Avenue au Jas de Bouffan                | 1874–1875 | 38 × 46 cm                 | National Gallery                 | Londres           | Royaume Uni | Musée                       |
|                  | Baigneuses                              | 1874–1875 | 38 × 46 cm                 | Metropolitan Museum of Art       | New York          | États-Unis  | Musée                       |
|                  | Portrait de l'artiste                   | 1875      | 64 × 53 cm                 | Musée d'Orsay,                   | Paris             | France      | Musée                       |
|                  | Portrait de l'artiste au fond rose      | 1875      | 66 × 55 cm                 | Musée d'Orsay                    | Paris             | France      | Musée                       |
|                  | La Lutte de l'Amour                     | 1875-1876 | 19 × 24 cm aquarelle       | Collection privée                |                   |             | Catalogue raisonné FWN 1870 |
|                  | The Battle of Love                      | 1875-1876 | 38 × 46 cm aquarelle       | National Gallery of Art          | Washington, D.C.  | États-Unis  | Catalogue raisonné FWN 1870 |
|                  | La Bataille de l'Amour                  | 1875-1876 | 38 × 46 cm huile sur toile | National Gallery of Art          | Washington, D.C.  | États-Unis  | Musée Attribué              |
|                  | Intérieur avec deux femmes et un enfant | 1875–1877 | 91 × 71 cm                 | Musée Pouchkine                  | Moscou            | Russie      | Musée                       |
|                  | La Baignade                             | 1875–1877 | 14 × 19 cm                 | Collection privée                |                   |             | Catalogue raisonné FWN 909  |
|                  | La Route de Pontoise                    | 1875–1877 | 58 × 71 cm                 | Musée des Beaux-Arts Pouchkine   | Moscou            | Russie      | Musée                       |
|                  | Autoportrait                            | 1875–1877 | 55 × 47 cm                 | Neue Pinakothek                  | Munich            | Allemagne   | Musée                       |
|                  | Au Jas de Bouffan, l'étang              | 1876      | 46 × 56 cm                 | Musée de l'Ermitage              | Saint-Pétersbourg | Russie      | Musée                       |
| Trois baigneuses | Trois baigneuses                        | 1876      | 24 x 31,8 cm               | Fondation Barnes                 | Philadelphie      | États-Unis  | Musée                       |
|                  | Quatre baigneuses                       | 1876      | 27 x 34,5 cm               | Fondation Barnes                 | Philadelphie      | États-Unis  | Musée                       |
|                  | Le Déjeuner sur l'herbe                 | 1876-1877 | 21 x 26 cm                 | Musée de l'Orangerie             | Paris             | France      | Musée                       |
|                  | L'Après-midi à Naples                   | 1876-1877 | 37 × 45 cm                 | Galerie nationale d'Australie    | Canberra          | Australie   | Musée                       |
|                  | La Tentation de saint Antoine           | 1877      | 47 × 56 cm                 | Musée d'Orsay                    | Paris             | France      | Musée                       |
|                  | Autoportrait                            | 1877 vers |                            | Musée d'Orsay                    | Paris             | France      | Musée                       |
|                  | Cinq baigneuses                         | 1877–1878 | 39,4 x 42 cm               | Fondation Barnes                 | Philadelphie      | États-Unis  | Musée                       |
|                  | Baigneur aux bras écartés               | 1877-1878 | 33 × 24 cm                 | Collection privée                |                   |             | Catalogue raisonné FWN 913  |
|                  | Baigneur de dos                         | 1877–1878 | 24 × 19 cm                 | Collection privée, vente 2002    |                   |             | Catalogue Christie's        |
|                  | Portrait de Victor Chocquet             | 1876–1877 | 46 × 36 cm                 | Collection privée                |                   |             | Catalogue raisonné FWN 437  |
|                  | Madame Cézanne dans un fauteuil rouge   | 1877      | 73 × 56 cm                 | Musée des Beaux-Arts (Boston)    | Boston            | États-Unis  | Musée                       |
|                  | Portrait de Victor Chocquet assis       | 1877      | 46 × 38 cm                 | Columbus Museum of Art           | Columbus (Ohio)   | États-Unis  | Musée                       |
|                  | Nature morte avec soupière              | 1877      | 65 × 83 cm                 | Musée d'Orsay,                   | Paris             | France      | Musée                       |
|                  | Nature morte au tiroir ouvert           | 1877–1879 | 33 × 41 cm                 | Musée d'Orsay,                   | Paris             | France      | Musée                       |

## Période mature
| Image | Titre                                                          | Date        | Dimensions           | Lieu d’exposition                        | Ville             | Pays               | Référence                     |
| ----- | -------------------------------------------------------------- | ----------- | -------------------- | ---------------------------------------- | ----------------- | ------------------ | ----------------------------- |
|       | L'Éternel Féminin                                              | 1877        | 43 × 53 cm           | J. Paul Getty Museum                     | Los Angeles       | États-Unis         | Musée                         |
|       | Vers la Montagne Sainte-Victoire                               | 1878-1879   | 45 x 53,3 cm         | Fondation Barnes                         | Philadelphie      | États-Unis         | Musée                         |
|       | Deux pommes et demie                                           | 1878-1879   | 16,5 x 10 cm         | Fondation Barnes                         | Philadelphie      | États-Unis         | Musée                         |
|       | Le Golfe de Marseille vu de l’Estaque                          | 1878-1879   | 65 × 54 cm           | Musée d'Orsay                            | Paris             | France             | Musée                         |
|       | Autoportrait                                                   | 1878–1880   | 61 × 47 cm           | Phillips Collection                      | Washington, D.C.  | États-Unis         | Musée                         |
|       | La Baie de l'Estaque vue de l'est                              | 1878–1882   | 54 × 65 cm           | Memorial Art Gallery                     | Rochester         | États-Unis         | Musée                         |
|       | Montagnes en Provence                                          | 1879        | 53,5 x 72,4 cm       | Musée national du pays de Galles         | Cardiff           | Royaume Uni        | Musée                         |
|       | Pont de Maincy                                                 | 1879        | 60 × 73 cm           | Musée d'Orsay                            | Paris             | France             | Musée                         |
|       | Cour d'une ferme                                               | 1879        | 63 × 52 cm           | Musée d'Orsay                            | Paris             | France             | Musée                         |
|       | La Conduite d'eau                                              | 1879        | 58,4 x 49 cm         | Fondation Barnes                         | Philadelphie      | États-Unis         | Musée                         |
|       | Vue de bâtiments dans une vallée d'Ile-de-France               | 1879–1880   | 46 x 55 cm           | Ashmolean Museum (peinture volée)        | Oxford            | Royaume Uni        | Musée                         |
|       | Les Peupliers                                                  | 1879–1880   | 65 × 80 cm           | Musée d'Orsay                            | Paris             | France             | Musée                         |
|       | Assiette de fruits sur une chaise                              | 1879–1880   | 19,5 x 36 cm         | Fondation Barnes                         | Philadelphie      | États-Unis         | Musée                         |
|       | Le Château de Médan                                            | 1879–1880   | 59,1 x 72,4 cm       | Collection Burrell                       | Glasgow           | Royaume-Uni        | Art UK                        |
|       | Nature morte au compotier                                      | 1879–1880   | 46 × 55 cm           | Collection privée                        |                   |                    | Catalogue raisonné FWN 780    |
|       | Portrait de l'artiste au chapeau à large bord                  | 1879–1880   | 65 × 51 cm           | Kunstmuseum                              | Berne             | Suisse             | Catalogue raisonné FWN 451    |
|       | AutoPortrait                                                   | 1879–1880   |                      | Musée Oskar Reinhart « Am Römerholz »    | Winterthour       | Suisse             | Musée                         |
|       | Portrait de Louis Guillaume                                    | 1879–1880   | 56 × 47 cm           | National Gallery of Art                  | Washington, D.C.  | États-Unis         | Musée attribué                |
|       | L'Église Saint-Aspais vue de la place de la Préfecture à Melun | 1879 / 1880 | 50,9 x 63 cm         | Fondation Barnes                         | Philadelphie      | États-Unis         | Musée                         |
|       | Dans la forêt de Fontainebleau                                 | 1879–1882   | 64 × 80 cm           | Collection privée                        |                   |                    | Catalogue raisonné FWN 253-TA |
|       | Médée (d’après Delacroix)                                      | 1879–1882   | 38 × 20 cm aquarelle | Kunsthaus de Zurich                      | Zürich            | Suisse             | Catalogue raisonné FWN 1875   |
|       | Autoportrait                                                   | 1879–1882   | 46 × 38 cm           | Musée Pouchkine                          | Moscou            | Russie             | Musée                         |
|       | Cinq baigneurs                                                 | 1879–1880   | 35 × 38 cm           | Detroit Institute of Arts                | Detroit           | États-Unis         | Musée                         |
|       | Baigneur debout vu de dos                                      | 1879–1882   | 17 × 27 cm           | Musée d'Art de l'université de Princeton | Princeton         | États-Unis         | Musée                         |
|       | Trois Baigneuses                                               | 1879–1882   | 52 × 55 cm           | Musée du Petit Palais                    | Paris             | France             | Musée                         |
|       | La Baie de l'Estaque                                           | 1879–1883   | 60 x 74 cm           | Philadelphia Museum of Art               | Philadelphie      | États-Unis         | Musée                         |
|       | Quatre Baigneuses                                              | 1880        | 35 × 40 cm           | Collection privée                        |                   |                    | Catalogue raisonné FWN 942    |
|       | Portrait de Paul, le fils de l'artiste                         | 1880        | 15 × 17 cm           | Musée d'Art de l'université de Princeton | Princeton         | États-Unis         | Musée                         |
|       | Léda au cygne                                                  | 1880 vers   | 60 × 75 cm           | Fondation Barnes                         | Philadelphie      | États-Unis         | Musée                         |
|       | Autoportrait avec un papier peint vert-olive                   | 1880–1881   | 34 × 26 cm           | National Gallery                         | Londres           | Royaume Uni        | Musée                         |
|       | Assiette avec fruits et pot de conserves                       | 1880–1881   | 19,7 x 35,5 cm       | Fondation Barnes                         | Philadelphie      | États-Unis         | Musée                         |
|       | Madame Cézanne dans le jardin                                  | 1880–1882   | 63 × 80 cm           | Musée de l'Orangerie                     | Paris             | France             | Musée                         |
|       | La Rivière                                                     | 1881 vers   | 49 × 60 cm           | Collection privée                        |                   |                    | Catalogue raisonné FWN 166    |
|       | Autoportrait avec un turban blanc                              | 1881–1882   | 56 × 46 cm           | Neue Pinakothek                          | Munich            | Allemagne          | Musée                         |
|       | La campagne d'Auvers-sur-Oise                                  | 1881–1882   | 92 × 73 cm           | Musée d'art contemporain Goulandrís      | Athènes           | Grèce              | Musée                         |
|       | Portrait de Madame Cézanne avec un éventail                    | 1881        | 81 × 66 cm           | Collection Emil G. Bührle                | Zurich            | Suisse             | Musée                         |
|       | Ferme en Normandie                                             | 1882        | 47 × 66 cm           | Albertina                                | Vienne            | Autriche           | Musée                         |
|       | Viaduc à l'Estaque                                             | 1882        | 46 × 56 cm           | Allen Memorial Art Museum                | Oberlin           | Etats-Unis         | Musée                         |
|       | L'Estaque, vue à travers les pins                              | 1882–1883   | 73 × 90 cm           | Reader's Digest Collection               | New York          | États-Unis         | Catalogue raisonné FWN 187    |
|       | Rochers de l'Estaque                                           | 1882–1885   | 73 × 91 cm           | Musée d'art de São Paulo                 | São Paulo         | Brésil             | Musée                         |
|       | Maisons en Provence : La vallée de Riaux près de l'Estaque     | 1883        | 64.7 x 81.2 cm       | National Gallery of Art                  | Washington        | États-Unis         | Musée                         |
|       | L'Estaque aux toits rouges                                     | 1883–1885   | 65 × 81 cm           | Collection privée, vente 2021            |                   |                    | Catalogue Christie's          |
|       | L'Estaque et le Château d'If                                   | 1883–1885   | 71 × 58 cm           | Collection privée                        |                   |                    | Catalogue raisonné FWN 193    |
|       | Baigneuses à devant la tente                                   | 1883–1885   | 64 × 81 cm           | Staatsgalerie Stuttgart                  | Stuttgart         | Allemagne          | Musée                         |
|       | Nature morte à la commode                                      | 1883-1887   | 73,3 x 92,2 cm       | Neue Pinakothek                          | Munich            | Allemagne          | Musée                         |
|       | La Baie de Marseille, Vue de L'Estaque                         | 1885        | 80 × 100 cm          | Art Institute of Chicago                 | Chicago           | États-Unis         | Musée                         |
|       | Autoportrait de l'artiste regardant par-dessus son épaule      | 1883–1884   | 25 × 25 cm           | Musée d'art contemporain Goulandrís      | Athènes           | Grèce              | Musée                         |
|       | Ferme et châtaigniers au Jas de Bouffan                        | 1884        | 92 × 74 cm           | Norton Simon Museum                      | Pasadena          | États-Unis         | Musée                         |
|       | Maison à Aix (Jas de Bouffan)                                  | 1885–1887   | 60 × 71 cm           | Musée national de Tchéquie               | Prague            | République tchèque | Musée                         |
|       | Marronniers d'Inde au Jas de Bouffan                           | 1885        | 65 × 81 cm           | Collection particulière                  |                   |                    | Catalogue raisonné FWN 201    |
|       | Manoir provençal                                               | 1885        | 48 × 33 cm           | Musée d'Art de l'université de Princeton | Princeton         | États-Unis         | Musée                         |
|       | Le Jardinier                                                   | 1885        | 63.5 x 53.5 cm       | Fondation Barnes                         | Philadelphie      | États-Unis         | Musée                         |
|       | L'Aqueduc                                                      | 1885        | 72 × 91 cm           | Musée Pouchkine                          | Moscou            | Russie             | Musée                         |
|       | La Montagne Sainte-Victoire vue du chemin de Valcros           | 1885        | 58 × 72 cm           | Musée Pouchkine                          | Moscou            | Russie             | Catalogue raisonné FWN 127    |
|       | Vue du Domaine Saint-Joseph                                    | 1880 années | 65 × 81 cm           | Metropolitan Museum                      | New York          | Etats-Unis         | Musée                         |
|       | Le Baigneur                                                    | 1885        | 127 × 97 cm          | Museum of Modern Art                     | New York          | États-Unis         | Musée                         |
|       | Gardanne                                                       | 1885 vers   | 65 × 100 cm          | Fondation Barnes                         | Philadelphie      | États-Unis         | Musée                         |
|       | Autoportrait au chapeau melon                                  | 1885–1886   | 44 × 36 cm           | Ny Carlsberg Glyptotek                   | Copenhague        | Danemark           | Kunstindeks                   |
|       | Portrait de Madame Cézanne                                     | 1885–1886   | 62 × 51 cm           | Philadelphia Museum of Art               | Philadelphie      | Etats-Unis         | Musée                         |
|       | Portrait de Madame Cézanne                                     | 1885-1886   | 46 × 38 cm           | Musée Berggruen                          | Berlin            | Allemagne          | Catalogue raisonné FWN 475    |
|       | Portrait de Madame Cézanne                                     | 1885–1886   | 47 × 39 cm           | Musée Granet                             | Aix en Provence   | France             | Musée d'Orsay                 |
|       | Lavoir au Jas de Bouffan                                       | 1885–1886   | 65 × 81 cm           | Metropolitan Museum of Art               | New York          | États-Unis         | Musée                         |
|       | Châtaigniers au Jas de Bouffan                                 | 1885–1887   | 73 × 92 cm           | Minneapolis Institute of Art             | Minneapolis       | États-Unis         | Musée                         |
|       | Grands Arbres au Jas de Bouffan                                | 1885–1887   | 73 × 59 cm           | Collection privée, Vente 2005            |                   |                    | Catalogue Christie's          |
|       | Marronniers et ferme au Jas de Bouffan                         | 1885–1887   | 66 × 81 cm           | Collection privée                        |                   |                    | Catalogue raisonné FWN 202    |
|       | Les Environs du Jas de Bouffan                                 | 1885–1887   | 65 × 81 cm           | Musée Solomon R. Guggenheim              | New York          | États-Unis         | Musée                         |
|       | Madame Cézanne                                                 | 1885–1887   | 56 × 46 cm           | Musée Solomon R. Guggenheim              | New York          | États-Unis         | Musée                         |
|       | Grands Arbres au Jas de Bouffan                                | 1885–1887   | 65 × 81 cm           | Institut Courtauld                       | Londres           | Royaume-Uni        | Musée                         |
|       | La Montagne Sainte-Victoire et le viaduc de la vallée de l'Arc | 1885–1887   | 65 × 82 cm           | Metropolitan Museum of Art               | New York          | États-Unis         | Musée                         |
|       | Cinq baigneuses                                                | 1885–1887   | 66 × 66 cm           | Kunstmuseum                              | Bâle              | Suisse             | Musée                         |
|       | Maison sur une rivière                                         | 1885-1890   | 51,5 x 61 cm         | Art Institute of Chicago                 | Chicago           | États-Unis         | Musée                         |
|       | Montagne Sainte-Victoire                                       | 1886–1887   | 60 × 72 cm           | The Phillips Collection                  | Washington, D.C.  | États-Unis         | Musée                         |
|       | Portrait du fils de Paul Cézanne                               | 1886–1887   | 65 × 54 cm           | National Gallery of Art                  | Washington, D.C.  | États-Unis         | Musée                         |
|       | Madame Cézanne                                                 | 1886-1887   | 101 × 81 cm          | Detroit Institute of Arts                | Detroit           | États-Unis         | Musée                         |
|       | Garçon au repos                                                | 1887 vers   |                      | Musée Hammer                             | Los Angeles       | États-Unis         | Musée                         |
|       | Montagne Sainte-Victoire au grand pin                          | 1887 vers   | 67 × 92 cm           | Institut Courtauld                       | Londres           | Royaume-Uni        | Musée                         |
|       | Nature morte à la commode                                      | 1887-1888   | 65,5 x 81 cm         | Fogg Art Museum                          | Cambridge         | États-Unis         | Musée                         |
|       | Berges de la Marne                                             | 1888 vers   | 65 × 81 cm           | Musée de l'Ermitage                      | Saint-Pétersbourg | Russie             | Musée                         |
|       | Berges de la Marne                                             | 1888 vers   | 71 × 90 cm           | Musée Pouchkine                          | Moscou            | Russie             | Musée                         |
|       | Madame Cézanne en robe rouge                                   | 1888–1890   | 117 × 90 cm          | Metropolitan Museum of Art               | New York          | États-Unis         | Musée                         |
|       | Le Garçon au gilet rouge                                       | 1888–1890   | 80 × 64 cm           | Collection Emil G. Bührle                | Zurich            | Suisse             | Musée                         |
|       | Le Garçon au gilet rouge                                       | 1888–1890   | 81 × 85 cm           | Museum of Modern Art                     | New York          | États-Unis         | Musée                         |
|       | Le Garçon au gilet rouge                                       | 1888–1890   | 92 × 73 cm           | National Gallery of Art                  | Washington, D.C.  | États-Unis         | Musée                         |
|       | Le Garçon au gilet rouge                                       | 1888–1890   | 66 × 55 cm           | Fondation Barnes                         | Philadelphie      | États-Unis         | Musée                         |
|       | Portrait de Madame Cézanne                                     | 1888-1890   | 93 × 73 cm           | Fondation Barnes                         | Philadelphie      | États-Unis         | Musée                         |
|       | Le Garçon au gilet rouge                                       | 1890        | 46 × 30 cm aquarelle | Collection privée                        |                   |                    | Catalogue raisonné FWN 1756   |
|       | Nature morte aux pommes                                        | 1890 vers   | 35 × 46 cm           | Musée de l'Ermitage                      | Saint-Petersbourg | Russie             | Musée                         |
|       | Montagne Sainte-Victoire                                       | 1888–1890   | 65 × 81 cm           | Collection privée, vente 2022            |                   |                    | Catalogue Christie's          |
|       | Table de cuisine                                               | 1888–1890   | 64 × 80 cm           | Musée d'Orsay                            | Paris             | France             | Musée                         |
|       | Nature morte avec pêches et poires                             | 1888–90     | 61 × 90 cm           | Musée Pouchkine                          | Moscou            | Russie             | Musée                         |
|       | Le Vase bleu                                                   | 1889–1890   | 61 × 51 cm           | Musée d'Orsay                            | Paris             | France             | Musée                         |
|       | Pierrot et Arlequin                                            | 1888        | 102 × 81 cm          | Musée Pouchkine                          | Moscou            | Russie             | Musée                         |
|       | Arlequin                                                       | 1889–1890   | 100 × 65 cm          | National Gallery of Art                  | Washington, D.C.  | États-Unis         | Musée attribué                |
|       | Arlequin                                                       | 1888–1890   | 91 × 65 cm           | Collection privée                        |                   |                    | Catalogue raisonné FWN 670    |
|       | Madame Cézanne en rouge                                        | 1888–1890   | 89 × 70 cm           | Musée d'art de São Paulo                 | São Paulo         | Brésil             | Musée                         |
|       | Le Fumeur accoudé                                              | 1890        | 92,5 × 73,5 cm       | Kunsthalle de Mannheim                   | Mannheim          | Allemagne          | Musée                         |
|       | Fumeur                                                         | 1890-1892   | 91 × 72 cm           | Musée de l'Ermitage                      | Saint-Pétersbourg | Russie             | Musée                         |
|       | Fumeur de pipe                                                 | 1890–92     | 72 × 91 cm           | Musée Pouchkine                          | Moscou            | Russie             | Musée                         |
|       | Les Joueurs de cartes                                          | 1890 vers   | 60 × 73 cm           | Institut Courtauld                       | Londres           | Royaume Uni        | Musée                         |
|       | Les Joueurs de cartes                                          | 1890–1895   | 48 × 57 cm           | Musée d'Orsay                            | Paris             | France             | Musée                         |
|       | Les Joueurs de cartes                                          | 1890–1892   | 134 × 182 cm         | Fondation Barnes                         | Philadelphie      | États-Unis         | Musée                         |
|       | Les Joueurs de cartes                                          | 1890–1892   | 65 × 81 cm           | Metropolitan Museum of Art               | New York          | États-Unis         | Musée                         |
|       | Montagne Sainte-Victoire                                       | 1890-1895   | 55 × 65 cm           | Galerie nationale d'Écosse               | Édimbourg         | Royaume-Uni        | Musée                         |
|       | Les Joueurs de cartes                                          | 1892–1893   | 97 × 130 cm          | Maison Al Thani                          |                   | Qatar              | Journal des arts              |

## Période finale
| Image | Titre                                                  | Date      | Dimensions           | Lieu d’exposition                        | Ville             | Pays        | Référence                   |
| ----- | ------------------------------------------------------ | --------- | -------------------- | ---------------------------------------- | ----------------- | ----------- | --------------------------- |
|       | Nature morte avec des pommes et un pot de primevères   | 1890 vers | 58 × 91 cm           | Metropolitan Museum of Art               | New York          | États-Unis  | Musée                       |
|       | Le Vase de tulipes                                     | 1890 vers | 59 × 42 cm           | Art Institute of Chicago                 | Chicago           | États-Unis  | Musée                       |
|       | Autoportrait avec palette                              | 1890 vers | 92 × 73 cm           | Collection Emil G. Bührle                | Zurich            | Suisse      | Musée                       |
|       | Les Baigneurs                                          | 1890 vers | 60 × 81 cm           | Musée d'Orsay                            | Paris             | France      | Musée                       |
|       | Baigneurs                                              | 1890 vers | 54 × 66 cm           | Musée de l'Ermitage                      | Saint-Pétersbourg | Russie      | Musée                       |
|       | Baigneurs (étude)                                      | 1890–1894 | 26 × 40 cm           | Musée Pouchkine                          | Moscou            | Russie      | Musée                       |
|       | Sous-Bois                                              | 1890–1892 | 72 × 92 cm           | Collection de la Maison-Blanche          | Washington, D.C.  | États-Unis  | Catalogue raisonné FWN 266  |
|       | Autoportrait au chapeau mou                            | 1890–1894 | 61 × 50 cm           | Musée Artizon                            | Tokyo             | Japon       | Google Arts                 |
|       | Apothéose de Delacroix                                 | 1890–1894 | 27 × 35 cm           | Musée Granet                             | Aix-en-Provence   | France      | Musée d'Orsay               |
|       | Portrait de Madame Cézanne                             | 1890-1895 | 81 x 65 cm           | Musée de l'Orangerie                     | Paris             | France      | Musée                       |
|       | La Femme à la cafetière                                | 1890–95   | 130 × 97 cm          | Musée d'Orsay                            | Paris             | France      | Musée                       |
|       | Le Grand Pin                                           | 1890-1896 | 85 × 92 cm           | Musée d'art de São Paulo                 | São Paulo         | Brésil      | Musée                       |
|       | Madame Cézanne dans la véranda                         | 1891      | 92 × 73 cm           | Metropolitan Museum of Art               | New York          | États-Unis  | Musée                       |
|       | Madame Cézanne au chapeau vert                         | 1891–1892 | 100 × 81 cm          | Fondation Barnes                         | Philadelphie      | États-Unis  | Musée                       |
|       | La Maison aux murs fissurés                            | 1892–1894 | 80 × 64,1 cm         | Metropolitan Museum of Art               | New York          | États-Unis  | Musée                       |
|       | Fumeur de pipe                                         | 1892-1896 | 73 × 60 cm           | Institut Courtauld                       | Londres           | Royaume Uni | Musée                       |
|       | La Montagne Sainte-Victoire                            | 1892-1895 | 73 × 92 cm           | Fondation Barnes                         | Philadelphie      | États-Unis  | Musée                       |
|       | Paysan assis                                           | 1892–1896 | 55 × 45,1 cm         | Metropolitan Museum of Art               | New York          | États-Unis  | Musée                       |
|       | Le Panier de pommes                                    | 1893 vers | 65 × 80 cm           | Art Institute of Chicago                 | Chicago           | États-Unis  | Musée                       |
|       | MadameCézanne à la chaise jaune                        | 1893      | 81 × 65 cm           | Art Institute of Chicago                 | Chicago           | États-Unis  | Musée                       |
|       | Madame Cézanne à la chaise jaune                       | 1893–1895 | 80 × 64 cm           | Fondation Beyeler                        | Riehen            | Suisse      | Musée                       |
|       | Pichet et fruits sur une table                         | 1893 vers | 41 × 72 cm           | Collection privée, vente 2010            |                   |             | Catalogue Sotheby's         |
|       | Nature morte, draperie, pichet et coupe à fruits       | 1893–1894 | 59 × 72 cm           | Whitney Museum of American Art           | New York          | États-Unis  | [réf. nécessaire]           |
|       | Nature morte aux pommes                                | 1893–1894 | 65 × 82 cm           | Getty Center                             | Los Angeles       | États-Unis  | Musée                       |
|       | Rideau, Cruchon et Compotier                           | 1893–1895 | 60 × 73 cm           | Collection privée                        |                   |             | Artnet                      |
|       | Les Grandes Baigneuses                                 | 1894–1905 | 127 × 196 cm         | National Gallery                         | Londres           | Royaume Uni | Musée                       |
|       | Nature morte au rideau                                 | 1895 vers | 55 × 75 cm           | Musée de l'Ermitage                      | Saint-Pétersbourg | Russie      | Musée                       |
|       | Jeune Fille à la poupée                                | 1895 vers | 92 × 73 cm           | Collection privée                        |                   |             | Catalogue raisonné FWN 518  |
|       | La Maison Maria avec une vue du Château Noir           | 1895      | 65 × 81 cm           | Musée d'Art Kimbell                      | Fort Worth, Texas | États-Unis  | Musée                       |
|       | La Carrière de Bibemus                                 | 1895 vers | 65 × 81 cm           | Musée Folkwang                           | Essen             | Allemagne   | Musée                       |
|       | Nature morte avec Cupidon en plâtre                    | 1895      | 70 × 57 cm           | Institut Courtauld                       | Londres           | Royaume Uni | Musée                       |
|       | Portrait de Paul Cézanne                               | 1895 vers | 55 × 46 cm           | Collection privée                        |                   |             | Catalogue raisonné FWN 517  |
|       | Portrait de l'artiste                                  | 1895 vers | 26 × 22 cm aquarelle | Collection privée                        |                   |             | Catalogue raisonné FWN 1768 |
|       | Portrait de Gustave Geffroy                            | 1895-1896 | 116 × 82 cm          | Musée d'Orsay                            | Paris             | France      | Musée                       |
|       | Grand Pin et terre rouge                               | 1895-1897 | 72 × 91 cm           | Musée de l'Ermitage                      | Saint-Pétersbourg | Russie      | Musée                       |
|       | Les Trois Crânes                                       | 1898 vers | 34 × 60 cm           | Detroit Institute of Arts                | Detroit           | États-Unis  | Musée                       |
|       | Pyramide de crânes                                     | 1898-1900 | 37 cm × 46 cm.       | Collection privée                        |                   |             | Catalogue raisonné FWN 874  |
|       | Homme aux bras croisés                                 | c.1899    | 92 × 73 cm           | Musée Solomon R. Guggenheim              | New York City     | États-Unis  | Musée                       |
|       | Vieille Femme au rosaire                               | 1895–1896 | 80 × 64 cm           | National Gallery                         | Londres           | Royaume Uni | Musée                       |
|       | La Montagne Sainte-Victoire vue de la carrière Bibémus | 1895-1899 | 65 × 81 cm           | Musée d'Art de Baltimore                 | Baltimore         | États-Unis  | Musée                       |
|       | Jeune Italienne accoudée                               | 1896      | 92 × 73 cm           | J. Paul Getty Museum                     | Los Angeles       | États-Unis  | Musée                       |
|       | Lac d'Annecy                                           | 1896      | 64 × 79 cm           | Institut Courtauld                       | Londres           | Royaume Uni | Art UK                      |
|       | Homme en blouse bleue                                  | 1896–97   | 81.5 × 64.8 cm       | Musée d'Art Kimbell                      | Fort Worth, Texas | États-Unis  | Musée                       |
|       | Nature morte aux oignons                               | 1896–1898 | 66 × 81 cm           | Musée d'Orsay                            | Paris             | France      | Musée                       |
|       | Montagne Sainte-Victoire                               | 1896–1898 | 78 × 99 cm           | musée de l'Ermitage                      | Saint-Pétersbourg | Russie      | Musée                       |
|       | Route de la Montagne Sainte-Victoire                   | 1896–1898 | 81 × 99 cm           | Musée de l'Ermitage                      | Saint-Pétersbourg | Russie      | Musée                       |
|       | La Route tournante à Montgeroult                       | 1898      | 81 × 66 cm           | Museum of Modern Art                     | New York          | États-Unis  | Musée                       |
|       | Intérieur de forêt                                     | 1898–1899 | 61 × 81 cm           | Musée des Beaux-Arts de San Francisco    | San Francisco     | États-Unis  | Musée                       |
|       | Autoportrait au béret                                  | 1898–1900 | 64 × 51 cm           | Musée des Beaux-Arts (Boston)            | Boston            | États-Unis  | Musée                       |
|       | Portrait d'Ambroise Vollard                            | 1899      | 100 × 81 cm          | Musée du Petit Palais                    | Paris             | France      | Parismusées                 |
|       | Pommes et Oranges                                      | 1899      | 74 × 93 cm           | Musée d'Orsay                            | Paris             | France      | Musée                       |
|       | Baigneurs                                              | 1899–1904 | 59 × 80 cm           | Art Institute of Chicago                 | Chicago           | États-Unis  | Musée                       |
|       | Nature morte : pot à lait et fruits                    | 1900      | 46 x 54,9 cm         | National Gallery of Art                  | Washington        | États-Unis  | Musée                       |
|       | Femmes se baignant                                     | 1900      | 73 × 92 cm           | Ny Carlsberg Glyptotek                   | Copenhague        | Danemark    | Kulturarv                   |
|       | Sept Baigneurs                                         | 1900      | 38 × 46 cm           | Fondation Beyeler                        | Riehen            | Suisse      | Musée                       |
|       | Dame en bleu                                           | 1900 vers | 89 × 72 cm           | Musée de l'Ermitage                      | Saint-Pétersbourg | Russie      | Musée                       |
|       | Citerne au parc du Château Noir                        | 1900      | 61 × 74 cm           | Musée d'Art de l'université de Princeton | Princeton         | États-Unis  | Musée                       |
|       | Château Noir                                           | 1900–1904 | 74 × 96,5 cm         | National Gallery of Art                  | Washington, D.C.  | États-Unis  | Musée                       |
|       | Le Parc du Château-Noir                                | 1900–1904 | 91 × 71 cm           | National Gallery                         | Londres           | Royaume Uni | Musée                       |
|       | Route vers le Tholonet                                 | 1900–1904 | 81 × 102 cm          | Musée d'Art de l'université de Princeton | Princeton         | États-Unis  | Musée                       |
|       | Les Grandes Baigneuses                                 | 1900-1906 | 208 × 251 cm         | Philadelphia Museum of Art               | Philadelphie      | États-Unis  | Musée                       |
|       | Forêt                                                  | 1902–1904 | 81 × 66 cm           | Musée des beaux-arts du Canada           | Ottawa            | Canada      | Musée                       |
|       | Fillette à la poupée                                   | 1902–1904 | 73 × 60 cm           | Collection privée                        |                   |             | Catalogue raisonné FWN 538  |
|       | Montagne Sainte-Victoire                               | 1902-1904 | 70 × 92 cm           | Philadelphia Museum of Art               | Philadelphie      | États-Unis  | Musée                       |
|       | Montagne Sainte-Victoire                               | 1902–1906 | 65 × 81 cm           | Philadelphia Museum of Art               | Philadelphie      | Etats-Unis  | Musée                       |
|       | Montagne Sainte-Victoire vue des Lauves                | 1902–1906 | 65 × 81 cm           | Collection privée                        |                   |             | Catalogue raisonné FWN 354  |
|       | Montagne Sainte-Victoire                               | 1902-1906 | 64 × 83 cm           | Kunsthaus de Zurich                      | Zurich            | Suisse      | Musée                       |
|       | Baigneuses                                             | 1902–1906 | 73 × 92 cm           | Collection privée                        |                   |             | Catalogue raisonné FWN 978  |
|       | Nature morte à la théière                              | 1902-1906 | 61 × 74 cm           | Musée national de Cardiff                | Cardiff           | Royaume-Uni | Musée                       |
|       | Rochers près des grottes au dessus du Château-Noir     | 1904 vers | 65 × 54 cm           | Musée d'Orsay                            | Paris             | France      | Musée                       |
|       | Moulin sur la rivière                                  | 1904–1905 | 31 × 49 cm aquarelle | Collection privée                        |                   |             | Catalogue raisonné FWN 1514 |
|       | Montagne Sainte-Victoire                               | 1904–1906 | 65 × 84 cm           | Musée d'Art de l'université de Princeton | Princeton         | États-Unis  | Musée                       |
|       | Montagne Sainte-Victoire et Château Noir               | 1904–1906 | 66 × 81 cm           | Musée Artizon                            | Tokyo             | Japon       | Google Arts                 |
|       | Montagne Sainte-Victoire vu des Lauves                 | 1904–1906 | 60 × 72 cm           | Kunstmuseum (Bâle)                       | Bâle              | Suisse      | Musée                       |
|       | Nature morte avec pommes et pêches                     | 1905 vers | 81.3 x 100.7 cm      | National Gallery of Art                  | Washington D.C.   | États-Unis  | Musée                       |
|       | Le Jardinier Vallier                                   | 1906      | 107 × 75 cm          | National Gallery of Art                  | Washington, D.C.  | États-Unis  | Musée                       |
|       | Le Jardinier Vallier                                   | 1906      | 65 × 54 cm           | Collection privée                        |                   |             | Catalogue raisonné FWN 549  |
|       | Pont des Trois Sautets                                 | 1906 vers | 41 × 53 cm aquarelle | Cincinnati Art Museum                    | Cincinnati, Ohio  | États-Unis  | Musée                       |